# (29736) Fichtelberg
(29736) Fichtelberg (1999 BE7) – planetoida z pasa głównego asteroid okrążająca Słońce w ciągu 3,53 lat w średniej odległości 2,32 j.a. Odkryta 21 stycznia 1999 roku.